# Johan Koren (Zoologe)

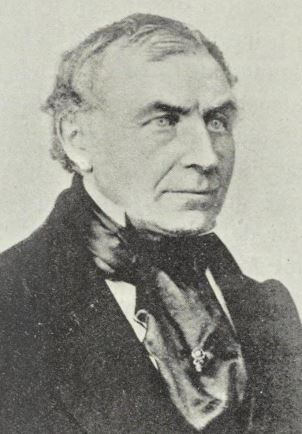
Johan Koren

Johan Koren (* 6. Juli 1809 in Bergen, Norwegen; † 3. Oktober 1885 ebenda) war ein norwegischer Arzt und Zoologe.

## Leben
Johan Koren wurde 1889 als Sohn des Ladenbesitzers Claus Koren (1779–1830) und dessen Frau Johanne Rubach (1790–1840) in Bergen geboren. Er besuchte das Gymnasium in Bergen und studierte anschließend Medizin in Kristiania, dem heutigen Oslo. 1836 legte er das medizinische Examen ab. Bereits ab 1833 war er für das Militär als Chirurg tätig. 1838 wurde er zum Militärchirurgen der Infanteriebrigade Bergen ernannt. Diese Position hatte er bis 1854 inne.
Schon während des Studiums zeigte Koren Interesse an der Botanik und nahm an Feldsammlungen mit Mathias Numsen Blytt (1789–1862) teil. Von ihm gesammelte Pflanzen befinden sich heute im Bergen Museum, mit dem Koren ab 1842 aufgrund seines Interesses an der Naturgeschichte zunehmend in Kontakt kam. 1844 veröffentlichte er gemeinsam mit dem schwedischen Naturforscher Magnus Vilhelm von Düben mehrere wissenschaftliche Abhandlungen über die norwegische Meeresfauna. Auf Anregung Dübens wurde 1846 die Stelle eines Kurators für die zoologischen Sammlungen des Museums geschaffen und mit Johan Koren besetzt. Daneben lehrte er von 1850 bis 1872 das Fach Naturwissenschaften an der Tankschen Schule (Den Tankske Skole), wo der spätere Zoologe und Geschäftsmann Herman Friele sein Schüler war. Korens weiteres Schaffen war geprägt von einer engen Zusammenarbeit mit Daniel Cornelius Danielssen, der 1852 in den Vorstand des Bergen Museums eintrat und 1864 dessen Präsident wurde. In Zusammenarbeit mit Michael Sars entstand das dreibändige Werk Fauna littoralis Norvegiae. Koren und Danielssen beschrieben auch einen Großteil der von der Norwegischen Nordmeerexpedition zwischen 1876 und 1878 gesammelten Tiere. Von 1874 bis zu seinem Tod am 3. Oktober 1885 war Koren Hauptkurator. Die neu geschaffene Stelle des zweiten Kurators wurde mit Olaf Scheveland Jensen (1847–1887) besetzt, und 1882 kam mit Fridtjof Nansen ein weiterer Kurator hinzu.

## Familie
Johan Koren heiratete am 2. Juni 1850 die Witwe Rebekka Dorthea Ring Olberg (1811–1887), deren Sohn aus erster Ehe der spätere Schauspieler Johannes Brun (1832–1890) war. Johan und Rebekka hatten die Tochter Alvilde Rosalie Christiane Koren (1841–1929). Deren Enkel Hans Peter L’Orange wurde ein bedeutender Kunsthistoriker und klassischer Archäologe.

## Werke
mit Magnus Vilhelm von Düben
- Ichtyologiska bidrag. Beskrivelse af ukjendte, ved Norges kyste fangede fiske In: Kungliga Vetenskapsakademiens handlingar för år 1844. 1846, S. 27–120.
- Om holothuriernas hudskelett. In: Kungliga Vetenskapsakademiens handlingar för år 1844. 1846, S. 211–228.
- Ofversigt af Skandinaviens echinodermer. In: Kungliga Vetenskapsakademiens handlingar för år 1844. 1846, S. 229–328.

mit Daniel Cornelius Danielssen
- Fauna littoralis Norvegiae oder Beschreibung und Abbildungen neuer oder wenig bekannten Seethiere nebst Beobachtungen über die Organisation, Lebensweise und Entwickelung derselben, Beyer, Bergen, 2. Band, 1856, 3. Band, 1877.
- Gephyrea. Rapport fra Den norske Nordhavsekspedisjon 1876–1878, 4. Band: Zoologi, Grøndahl 1881.
- Holithurioidea. Rapport fra Den norske Nordhavsekspedisjon 1876–1878, 4. Band: Zoologi, Grøndahl 1882.
- Asteroidea. Rapport fra Den norske Nordhavsekspedisjon 1876–1878, 4. Band: Zoologi, Grøndahl 1884.
- Pennatulida. Rapport fra Den norske Nordhavsekspedisjon 1876–1878, 4. Band: Zoologi, Grøndahl 1884.